# 2009年のNFLドラフト
2009年のNFLドラフトは74回目のNFLドラフト。2009年4月25日から26日までの2日間ニューヨークのラジオシティ・ミュージックホールで開催され、NFL32チームから合計256名の選手が指名された。初日に1巡と2巡の指名、2日目には3巡から7巡の指名が行われた。ドラフトは東部標準時で初日は午後4時、2日目は午前10時から行われた。
前年のドラフトより各チームに与えられる持ち時間が、1巡では15分から10分に、2巡では10分から7分に、3巡では7分から5分に短縮された。
全米ではNFLネットワークとESPNによって放送された。
ドラフト指名順は、2008年のレギュラーシーズンの成績が悪かったチームから完全ウェーバー制で行われ、NFL史上初めて16戦全敗を喫したデトロイト・ライオンズはジョージア大学のQBマシュー・スタッフォードを指名した。
ドラフトにはマシュー・スタッフォード、マイケル・クラブツリー、アーロン・カリー、ブライアン・クッシング、ジョシュ・フリーマン、ユージン・モンロー、ジェイソン・スミス、マイケル・オアー、ブライアン・オラクポと9人の有力選手が招待された。
この年のドラフトでは1巡全体21位でアレックス・マックがクリーブランド・ブラウンズに、全体28位でエリック・ウッドがバッファロー・ビルズに指名された。2人のセンターが1巡で指名されるのは1983年以来の出来事であった。
2巡のミネソタ・バイキングスの指名選手は、NFLのスポンサーが主催した"Director of Fandemonium"（熱狂的NFLファンの代表者）で優勝したハワイ在住のバイキングスファンが読み上げた。
マイアミ大学は、前年のドラフトまで14年連続ドラフト1巡で選手が指名されてきたが、この年はドラフト6巡でようやくスペンサー・アドキンスが指名された。

## 指名選手一覧

### 1巡指名選手
| 指名順位 | チーム                                 | 選手名                     | ポジション | 出身大学               |
| 1        | デトロイト・ライオンズ                 | マシュー・スタッフォード   | QB         | ジョージア大学         |
| 2        | セントルイス・ラムズ                   | ジェイソン・スミス         | OT         | ベイラー大学           |
| 3        | カンザスシティ・チーフス               | タイソン・ジャクソン       | DE         | ルイジアナ州立大学     |
| 4        | シアトル・シーホークス                 | アーロン・カリー           | LB         | ウェイクフォレスト大学 |
| 5        | ニューヨーク・ジェッツ                 | マーク・サンチェス         | QB         | USC                    |
| 6        | シンシナティ・ベンガルズ               | アンドレ・スミス           | OT         | アラバマ大学           |
| 7        | オークランド・レイダース               | ダリウス・ヘイワード＝ベイ | WR         | メリーランド大学       |
| 8        | ジャクソンビル・ジャガーズ             | ユージン・モンロー         | OT         | バージニア大学         |
| 9        | グリーンベイ・パッカーズ               | B・J・ラジ                 | DT         | ボストンカレッジ       |
| 10       | サンフランシスコ・フォーティナイナーズ | マイケル・クラブツリー     | WR         | テキサス工科大学       |
| 11       | バッファロー・ビルズ                   | アーロン・メイビン         | DE         | ペンシルベニア州立大学 |
| 12       | デンバー・ブロンコス                   | ノーション・モレノ         | RB         | ジョージア大学         |
| 13       | ワシントン・レッドスキンズ             | ブライアン・オラクポ       | DE         | テキサス大学           |
| 14       | ニューオーリンズ・セインツ             | マルコム・ジェンキンス     | CB         | オハイオ州立大学       |
| 15       | ヒューストン・テキサンズ               | ブライアン・クッシング     | LB         | USC                    |
| 16       | サンディエゴ・チャージャーズ           | ラリー・イングリッシュ     | DE         | 北イリノイ大学         |
| 17       | タンパベイ・バッカニアーズ             | ジョシュ・フリーマン       | QB         | カンザス州立大学       |
| 18       | デンバー・ブロンコス                   | ロバート・エイヤーズ       | DE         | テネシー大学           |
| 19       | フィラデルフィア・イーグルス           | ジェレミー・マクリン       | WR         | ミズーリ大学           |
| 20       | デトロイト・ライオンズ                 | ブランドン・ペティグルー   | TE         | オクラホマ州立大学     |
| 21       | クリーブランド・ブラウンズ             | アレックス・マック         | C          | カリフォルニア大学     |
| 22       | ミネソタ・バイキングス                 | パーシー・ハービン         | WR         | フロリダ大学           |
| 23       | ボルチモア・レイブンズ                 | マイケル・オアー           | OT         | ミシシッピ大学         |
| 24       | アトランタ・ファルコンズ               | ペリア・ジェリー           | DT         | ミシシッピ大学         |
| 25       | マイアミ・ドルフィンズ                 | ボンテ・デービス           | CB         | イリノイ大学           |
| 26       | グリーンベイ・パッカーズ               | クレイ・マシューズ         | LB         | USC                    |
| 27       | インディアナポリス・コルツ             | ドナルド・ブラウン         | RB         | コネチカット大学       |
| 28       | バッファロー・ビルズ                   | エリック・ウッド           | C          | ルイビル大学           |
| 29       | ニューヨーク・ジャイアンツ             | ハキーム・ニックス         | WR         | ノースカロライナ大学   |
| 30       | テネシー・タイタンズ                   | ケニー・ブリット           | WR         | ラトガース大学         |
| 31       | アリゾナ・カージナルス                 | ビーニー・ウェルズ         | RB         | オハイオ州立大学       |
| 32       | ピッツバーグ・スティーラーズ           | ジギー・フッド             | DT         | ミズーリ大学           |

### 2巡指名選手
| 指名順位 | チーム                             | 選手名                       | ポジション | 出身大学               |
| 33       | デトロイト・ライオンズ             | ルイス・デルマス             | S          | 西ミシガン大学         |
| 34       | ニューイングランド・ペイトリオッツ | パトリック・チャン           | S          | オレゴン大学           |
| 35       | セントルイス・ラムズ               | ジェームズ・ロウリネイティス | LB         | オハイオ州立大学       |
| 36       | クリーブランド・ブラウンズ         | ブライアン・ロビスキー       | WR         | オハイオ州立大学       |
| 37       | デンバー・ブロンコス               | アルフォンゾ・スミス         | CB         | ウェイクフォレスト大学 |
| 38       | シンシナティ・ベンガルズ           | レイ・マウアルガ             | LB         | USC                    |
| 39       | ジャクソンビル・ジャガーズ         | イーベン・ブリットン         | OT         | アリゾナ大学           |
| 40       | ニューイングランド・ペイトリオッツ | ロン・ブレイス               | DT         | ボストンカレッジ       |
| 41       | ニューイングランド・ペイトリオッツ | ダリアス・バトラー           | CB         | コネチカット大学       |
| 42       | バッファロー・ビルズ               | ジェイラス・バード           | S          | オレゴン大学           |
| 43       | カロライナ・パンサーズ             | エベレット・ブラウン         | DE         | フロリダ州立大学       |
| 44       | マイアミ・ドルフィンズ             | パット・ホワイト             | QB         | ウェストバージニア大学 |
| 45       | ニューヨーク・ジャイアンツ         | クリント・シンティム         | LB         | バージニア大学         |
| 46       | ヒューストン・テキサンズ           | コナー・バーウィン           | DE         | シンシナティ大学       |
| 47       | オークランド・レイダース           | マイク・ミッチェル           | S          | オハイオ大学           |
| 48       | デンバー・ブロンコス               | ダーセル・マクベス           | S          | テキサス工科大学       |
| 49       | シアトル・シーホークス             | マックス・アンガー           | C          | オレゴン大学           |
| 50       | クリーブランド・ブラウンズ         | モハメド・マサクオイ         | WR         | ジョージア大学         |
| 51       | バッファロー・ビルズ               | アンディ・レビツリー         | G          | オレゴン州立大学       |
| 52       | クリーブランド・ブラウンズ         | デビッド・ベイクン           | DE         | ハワイ大学             |
| 53       | フィラデルフィア・イーグルス       | ルショーン・マッコイ         | RB         | ピッツバーグ大学       |
| 54       | ミネソタ・バイキングス             | フィル・ロードホルト         | OT         | オクラホマ大学         |
| 55       | アトランタ・ファルコンズ           | ウィリアム・ムーア           | S          | ミズーリ大学           |
| 56       | インディアナポリス・コルツ         | フィリ・モアラ               | DT         | USC                    |
| 57       | ボルチモア・レイブンズ             | ポール・クルーガー           | DE         | ユタ大学               |
| 58       | ニューイングランド・ペイトリオッツ | セバスチャン・ボルマー       | OT         | ヒューストン大学       |
| 59       | カロライナ・パンサーズ             | シェロッド・マーティン       | CB         | トロイ大学             |
| 60       | ニューヨーク・ジャイアンツ         | ウィル・ビーティ             | OT         | コネチカット大学       |
| 61       | マイアミ・ドルフィンズ             | ショーン・スミス             | CB         | ユタ大学               |
| 62       | テネシー・タイタンズ               | センデリック・マークス       | DT         | オーバーン大学         |
| 63       | アリゾナ・カージナルス             | コーディ・ブラウン           | DE         | コネチカット大学       |
| 64       | デンバー・ブロンコス               | リチャード・クイン           | TE         | ノースカロライナ大学   |

### 3巡指名選手
| 指名順位 | チーム                                 | 選手名                     | ポジション | 出身大学                             |
| 65       | ニューヨーク・ジェッツ                 | ション・グリーン           | RB         | アイオワ大学                         |
| 66       | セントルイス・ラムズ                   | ブラッドリー・フレッチャー | CB         | アイオワ大学                         |
| 67       | カンザスシティ・チーフス               | アレックス・マギー         | DT         | パデュー大学                         |
| 68       | シカゴ・ベアーズ                       | ジャロン・ギルバート       | DT         | サンノゼ州立大学                     |
| 69       | ダラス・カウボーイズ                   | ジェイソン・ウィリアムズ   | LB         | 西イリノイ大学                       |
| 70       | シンシナティ・ベンガルズ               | マイケル・ジョンソン       | DE         | ジョージア工科大学                   |
| 71       | オークランド・レイダース               | マット・ショーネシー       | DE         | ウィスコンシン大学                   |
| 72       | ジャクソンビル・ジャガーズ             | テレンス・ナイトン         | DT         | テンプル大学                         |
| 73       | ジャクソンビル・ジャガーズ             | デレック・コックス         | CB         | ウィリアム・アンド・メアリー大学     |
| 74       | サンフランシスコ・フォーティナイナーズ | グレン・カフィー           | RB         | アラバマ大学                         |
| 75       | ダラス・カウボーイズ                   | ロバート・ブルースター     | OT         | ボール州立大学                       |
| 76       | デトロイト・ライオンズ                 | ディアンドレ・リービー     | LB         | ウィスコンシン大学                   |
| 77       | ヒューストン・テキサンズ               | アントワン・コールドウェル | C          | アラバマ大学                         |
| 78       | サンディエゴ・チャージャーズ           | ルイス・バスケス           | G          | テキサス工科大学                     |
| 79       | ピッツバーグ・スティーラーズ           | クレイグ・アービック       | G          | ウィスコンシン大学                   |
| 80       | ワシントン・レッドスキンズ             | ケビン・バーンズ           | CB         | メリーランド大学                     |
| 81       | タンパベイ・バッカニアーズ             | ロイ・ミラー               | DT         | テキサス大学                         |
| 82       | デトロイト・ライオンズ                 | デリック・ウィリアムズ     | WR         | ペンシルベニア州立大学               |
| 83       | ニューイングランド・ペイトリオッツ     | ブランドン・テイト         | WR         | ノースカロライナ大学                 |
| 84       | ピッツバーグ・スティーラーズ           | マイク・ウォレス           | WR         | ミシシッピ大学                       |
| 85       | ニューヨーク・ジャイアンツ             | ラムセス・バーデン         | WR         | カリフォルニア州立ポリテクニック大学 |
| 86       | ミネソタ・バイキングス                 | アッシャー・アレン         | CB         | ジョージア大学                       |
| 87       | マイアミ・ドルフィンズ                 | パトリック・ターナー       | WR         | USC                                  |
| 88       | ボルチモア・レイブンズ                 | ラーダリアス・ウェブ       | CB         | ニコルズ州立大学                     |
| 89       | テネシー・タイタンズ                   | ジャレッド・クック         | TE         | サウスカロライナ大学                 |
| 90       | アトランタ・ファルコンズ               | クリストファー・オーエンス | CB         | サンノゼ州立大学                     |
| 91       | シアトル・シーホークス                 | ディオン・バトラー         | WR         | ペンシルベニア州立大学               |
| 92       | インディアナポリス・コルツ             | ジェロード・パワーズ       | CB         | オーバーン大学                       |
| 93       | カロライナ・パンサーズ                 | コービー・アービン         | DT         | ジョージア大学                       |
| 94       | テネシー・タイタンズ                   | ライアン・モートン         | CB         | ハワイ大学                           |
| 95       | アリゾナ・カージナルス                 | ラシャド・ジョンソン       | S          | アラバマ大学                         |
| 96       | ピッツバーグ・スティーラーズ           | キーナン・ルイス           | CB         | オレゴン州立大学                     |
| 97       | ニューイングランド・ペイトリオッツ     | タイロン・マッケンジー     | LB         | 南フロリダ大学                       |
| 98       | シンシナティ・ベンガルズ               | チェイス・コフマン         | TE         | ミズーリ大学                         |
| 99       | シカゴ・ベアーズ                       | ホアキン・イグレシアス     | WR         | オクラホマ大学                       |
| 100      | ニューヨーク・ジャイアンツ             | トラビス・ベッカム         | TE         | ウィスコンシン大学                   |

### 4巡指名選手
| 指名順位 | チーム                             | 選手名                   | ポジション | 出身大学                 |
| 101      | ダラス・カウボーイズ               | スティーブン・マギー     | QB         | テキサス農工大学         |
| 102      | カンザスシティ・チーフス           | ドナルド・ワシントン     | CB         | オハイオ州立大学         |
| 103      | セントルイス・ラムズ               | ダレル・スコット         | DT         | クレムゾン大学           |
| 104      | クリーブランド・ブラウンズ         | カルカ・マイアバ         | LB         | USC                      |
| 105      | シカゴ・ベアーズ                   | ヘンリー・メルトン       | DE         | テキサス大学             |
| 106      | シンシナティ・ベンガルズ           | ジョナサン・ルイグス     | C          | アーカンソー大学         |
| 107      | ジャクソンビル・ジャガーズ         | マイク・トーマス         | WR         | アリゾナ大学             |
| 108      | マイアミ・ドルフィンズ             | ブライアン・ハートライン | WR         | オハイオ州立大学         |
| 109      | グリーンベイ・パッカーズ           | T・J・ラング             | OT         | イースタンミシガン大学   |
| 110      | ダラス・カウボーイズ               | ビクター・バトラー       | DE         | オレゴン州立大学         |
| 111      | カロライナ・パンサーズ             | マイク・グッドソン       | RB         | テキサス農工大学         |
| 112      | ヒューストン・テキサンズ           | グローバー・クイン       | S          | ニューメキシコ大学       |
| 113      | サンディエゴ・チャージャーズ       | ヴォーン・マーティン     | DT         | ウェスタンオンタリオ大学 |
| 114      | デンバー・ブロンコス               | デビッド・ブルトン       | S          | ノートルダム大学         |
| 115      | デトロイト・ライオンズ             | サミー・リー・ヒル       | DT         | スティルマン大学         |
| 116      | ニューオーリンズ・セインツ         | チップ・ヴォーン         | S          | ウェイクフォレスト大学   |
| 117      | タンパベイ・バッカニアーズ         | カイル・ムーア           | DE         | USC                      |
| 118      | ニューオーリンズ・セインツ         | スタンリー・アルノー     | LB         | ウェイクフォレスト大学   |
| 119      | シカゴ・ベアーズ                   | D・J・ムーア             | CB         | バンダービルト大学       |
| 120      | ダラス・カウボーイズ               | ブランドン・ウィリアムズ | DE         | テキサス工科大学         |
| 121      | バッファロー・ビルズ               | ショーン・ネルソン       | TE         | サザンミシシッピ大学     |
| 122      | ヒューストン・テキサンズ           | アンソニー・ヒル         | TE         | ノースカロライナ州立大学 |
| 123      | ニューイングランド・ペイトリオッツ | リッチ・オーンバーガー   | G          | ペンシルベニア州立大学   |
| 124      | オークランド・レイダース           | ルイス・マーフィー       | WR         | フロリダ大学             |
| 125      | アトランタ・ファルコンズ           | ローレンス・シドバリー   | DE         | リッチモンド大学         |
| 126      | オークランド・レイダース           | スレイド・ノリス         | DE         | オレゴン州立大学         |
| 127      | インディアナポリス・コルツ         | オースティン・コリー     | WR         | ブリガムヤング大学       |
| 128      | カロライナ・パンサーズ             | トニー・フィアメッタ     | FB         | シラキュース大学         |
| 129      | ニューヨーク・ジャイアンツ         | アンドレ・ブラウン       | RB         | ノースカロライナ州立大学 |
| 130      | テネシー・タイタンズ               | ジェラルド・マクレイス   | LB         | サザンミシシッピ大学     |
| 131      | アリゾナ・カージナルス             | グレッグ・トーラー       | CB         | セントポールズカレッジ   |
| 132      | デンバー・ブロンコス               | セス・オルセン           | OT         | アイオワ大学             |
| 133      | サンディエゴ・チャージャーズ       | タイロン・グリーン       | G          | オーバーン大学           |
| 134      | サンディエゴ・チャージャーズ       | ガートレル・ジョンソン   | RB         | コロラド州立大学         |
| 135      | テネシー・タイタンズ               | トロイ・クロポッグ       | OT         | チュレーン大学           |
| 136      | インディアナポリス・コルツ         | テランス・テイラー       | DT         | ミシガン大学             |

### 5巡指名選手
| 指名順位 | チーム                                 | 選手名                   | ポジション | 出身大学                     |
| 137      | ボルチモア・レイブンズ                 | ジェイソン・フィリップス | LB         | テキサスクリスチャン大学     |
| 138      | アトランタ・ファルコンズ               | ウィリアム・ミドルトン   | CB         | ファーマン大学               |
| 139      | カンザスシティ・チーフス               | コリン・ブラウン         | OT         | ミズーリ大学                 |
| 140      | シカゴ・ベアーズ                       | ジョニー・ノックス       | WR         | アビリーン・クリスチャン大学 |
| 141      | デンバー・ブロンコス                   | ケニー・マッキンリー     | WR         | サウスカロライナ大学         |
| 142      | シンシナティ・ベンガルズ               | ケビン・フーバー         | P          | シンシナティ大学             |
| 143      | ダラス・カウボーイズ                   | ディアンジェロ・スミス   | CB         | シンシナティ大学             |
| 144      | ジャクソンビル・ジャガーズ             | ジャレット・ディラード   | WR         | ライス大学                   |
| 145      | グリーンベイ・パッカーズ               | クイン・ジョンソン       | FB         | ルイジアナ州立大学           |
| 146      | サンフランシスコ・フォーティナイナーズ | スコット・マキロップ     | LB         | ピッツバーグ大学             |
| 147      | バッファロー・ビルズ                   | ニック・ハリス           | S          | オクラホマ大学               |
| 148      | サンディエゴ・チャージャーズ           | ブランドン・ヒューズ     | CB         | オレゴン州立大学             |
| 149      | ボルチモア・レイブンズ                 | ダボン・ドリュー         | TE         | 東カロライナ大学             |
| 150      | ミネソタ・バイキングス                 | ジャスパー・ブリンクリー | LB         | サウスカロライナ大学         |
| 151      | ニューヨーク・ジャイアンツ             | レット・ボマー           | QB         | サムヒューストン州立大学     |
| 152      | ヒューストン・テキサンズ               | ジェームズ・ケイシー     | TE         | ライス大学                   |
| 153      | フィラデルフィア・イーグルス           | コーネリアス・イングラム | TE         | フロリダ大学                 |
| 154      | シカゴ・ベアーズ                       | マーカス・フリーマン     | LB         | オハイオ州立大学             |
| 155      | タンパベイ・バッカニアーズ             | ゼイビア・フルトン       | OT         | イリノイ大学                 |
| 156      | アトランタ・ファルコンズ               | ギャレット・レイノルズ   | OT         | ノースカロライナ大学         |
| 157      | フィラデルフィア・イーグルス           | マチョ・ハリス           | CB         | バージニア工科大学           |
| 158      | ワシントン・レッドスキンズ             | コディ・グレン           | LB         | ネブラスカ大学               |
| 159      | フィラデルフィア・イーグルス           | フェヌキ・ツポウ         | OT         | オレゴン大学                 |
| 160      | セントルイス・ラムズ                   | ブルックス・フォスター   | WR         | ノースカロライナ大学         |
| 161      | マイアミ・ドルフィンズ                 | ジョン・ナルボーン       | TE         | モンマス大学                 |
| 162      | グリーンベイ・パッカーズ               | ジェイモン・メレディス   | OT         | サウスカロライナ大学         |
| 163      | カロライナ・パンサーズ                 | デューク・ロビンソン     | G          | オクラホマ大学               |
| 164      | ニューオーリンズ・セインツ             | トーマス・モーステッド   | P          | 南メソジスト大学             |
| 165      | マイアミ・ドルフィンズ                 | クリス・クレモンス       | S          | クレムゾン大学               |
| 166      | ダラス・カウボーイズ                   | マイケル・ハムリン       | S          | クレムゾン大学               |
| 167      | アリゾナ・カージナルス                 | ハーマン・ジョンソン     | G          | ルイジアナ州立大学           |
| 168      | ピッツバーグ・スティーラーズ           | ジョー・バーネット       | CB         | セントラルフロリダ大学       |
| 169      | ピッツバーグ・スティーラーズ           | フランク・サマーズ       | RB         | ネバダ大学ラスベガス校       |
| 170      | ニューイングランド・ペイトリオッツ     | ジョージ・ブッシー       | G          | ルイビル大学                 |
| 171      | サンフランシスコ・フォーティナイナーズ | ネイト・デービス         | QB         | ボール州立大学               |
| 172      | ダラス・カウボーイズ                   | デビッド・ビューラー     | K          | USC                          |
| 173      | テネシー・タイタンズ                   | ジャボン・リンガー       | RB         | ミシガン州立大学             |

### 6巡指名選手
| 指名順位 | チーム                                 | 選手名                     | ポジション | 出身大学                            |
| 174      | デンバー・ブロンコス                   | トム・ブランドステイター   | QB         | フレズノ州立大学                    |
| 175      | カンザスシティ・チーフス               | クインテン・ローレンス     | WR         | マクニース州立大学                  |
| 176      | アトランタ・ファルコンズ               | スペンサー・アドキンス     | LB         | マイアミ大学                        |
| 177      | クリーブランド・ブラウンズ             | ドン・ケアリー             | CB         | ノーウォーク州立大学                |
| 178      | シアトル・シーホークス                 | マイク・ティール           | QB         | ラトガース大学                      |
| 179      | シンシナティ・ベンガルズ               | モーガン・トレント         | CB         | ミシガン大学                        |
| 180      | ジャクソンビル・ジャガーズ             | ザック・ミラー             | TE         | ネブラスカ大学オマハ校              |
| 181      | マイアミ・ドルフィンズ                 | アンドリュー・ガードナー   | OT         | ジョージア工科大学                  |
| 182      | グリーンベイ・パッカーズ               | ジャリアス・ウィン         | DE         | ジョージア大学                      |
| 183      | バッファロー・ビルズ                   | キース・ロビンソン         | CB         | USC                                 |
| 184      | サンフランシスコ・フォーティナイナーズ | ベアー・パスコー           | TE         | フレズノ州立大学                    |
| 185      | ボルチモア・レイブンズ                 | セドリック・ピーアマン     | RB         | バージニア大学                      |
| 186      | ワシントン・レッドスキンズ             | ロバート・ヘンソン         | LB         | テキサスクリスチャン大学            |
| 187      | グリーンベイ・パッカーズ               | ブランドン・アンダーウッド | CB         | シンシナティ大学                    |
| 188      | ヒューストン・テキサンズ               | ブライス・マケイン         | CB         | ユタ大学                            |
| 189      | サンディエゴ・チャージャーズ           | ケビン・エリソン           | S          | USC                                 |
| 190      | シカゴ・ベアーズ                       | アル・アファラバ           | S          | オレゴン州立大学                    |
| 191      | クリーブランド・ブラウンズ             | コイ・フランシーズ         | CB         | サンノゼ州立大学                    |
| 192      | デトロイト・ライオンズ                 | アーロン・ブラウン         | RB         | テキサスクリスチャン大学            |
| 193      | ニューヨーク・ジェッツ                 | マット・スローソン         | G          | ネブラスカ大学                      |
| 194      | フィラデルフィア・イーグルス           | ブランドン・ギブソン       | WR         | ワシントン州立大学                  |
| 195      | クリーブランド・ブラウンズ             | ジェームズ・デービス       | RB         | クレムゾン大学                      |
| 196      | セントルイス・ラムズ                   | キース・ナル               | QB         | ウェスト・テキサスA&M大学           |
| 197      | ダラス・カウボーイズ                   | スティーブン・ホッジ       | S          | テキサスクリスチャン大学            |
| 198      | ニューイングランド・ペイトリオッツ     | ジェイク・イングラム       | LS         | ハワイ大学                          |
| 199      | オークランド・レイダース               | ストライカー・スラク       | DE         | ミズーリ大学                        |
| 200      | ニューヨーク・ジャイアンツ             | ディアンドレ・ライト       | CB         | ニューメキシコ大学                  |
| 201      | インディアナポリス・コルツ             | カーティス・ペインター     | QB         | パデュー大学                        |
| 202      | オークランド・レイダース               | ブランドン・マイアーズ     | TE         | アイオワ大学                        |
| 203      | テネシー・タイタンズ                   | ジェイソン・マコーティ     | CB         | ラトガース大学                      |
| 204      | アリゾナ・カージナルス                 | ウィル・デービス           | DE         | イリノイ大学                        |
| 205      | ピッツバーグ・スティーラーズ           | ラション・ハリス           | DT         | オレゴン大学                        |
| 206      | テネシー・タイタンズ                   | ドミニク・エディソン       | WR         | スティーブン F オースティン州立大学 |
| 207      | ニューイングランド・ペイトリオッツ     | マイロン・プライアー       | DT         | ケンタッキー大学                    |
| 208      | ダラス・カウボーイズ                   | ジョン・フィリップス       | TE         | バージニア大学                      |
| 209      | シンシナティ・ベンガルズ               | バーナード・スコット       | RB         | アビリーン・クリスチャン大学        |

### 7巡指名選手
| 指名順位 | チーム                                 | 選手名                               | ポジション | 出身大学                 |
| 210      | アトランタ・ファルコンズ               | バンス・ウォーカー                   | DT         | ジョージア工科大学       |
| 211      | セントルイス・ラムズ                   | クリス・オグボンナヤ                 | RB         | テキサス大学             |
| 212      | カンザスシティ・チーフス               | ジャバリス・ウィリアムズ             | RB         | テネシー州立大学         |
| 213      | フィラデルフィア・イーグルス           | ポール・ファナイカ                   | G          | アリゾナ州立大学         |
| 214      | マイアミ・ドルフィンズ                 | J・D・フォルサム                     | LB         | ウェーバー州立大学       |
| 215      | シンシナティ・ベンガルズ               | フイ・バカプナ                       | RB         | ブリガムヤング大学       |
| 216      | カロライナ・パンサーズ                 | キャプテン・マネリン                 | CB         | サウスカロライナ大学     |
| 217      | タンパベイ・バッカニアーズ             | E・J・ビガーズ                       | CB         | 西ミシガン大学           |
| 218      | グリーンベイ・パッカーズ               | ブラッド・ジョーンズ                 | LB         | コロラド大学             |
| 219      | サンフランシスコ・フォーティナイナーズ | カーティス・テイラー                 | S          | ルイジアナ州立大学       |
| 220      | バッファロー・ビルズ                   | エリス・ランクスター                 | CB         | ウェストバージニア大学   |
| 221      | ワシントン・レッドスキンズ             | エディ・ウィリアムズ                 | TE         | アイダホ大学             |
| 222      | インディアナポリス・コルツ             | パット・マカフィー                   | P          | ウェストバージニア大学   |
| 223      | ヒューストン・テキサンズ               | トロイ・ノーラン                     | S          | アリゾナ州立大学         |
| 224      | サンディエゴ・チャージャーズ           | デメトリアス・バード                 | WR         | ルイジアナ州立大学       |
| 225      | デンバー・ブロンコス                   | ブレイク・シュルーター               | C          | テキサスクリスチャン大学 |
| 226      | ピッツバーグ・スティーラーズ           | A・Q・シプリー                       | C          | ペンシルベニア州立大学   |
| 227      | ダラス・カウボーイズ                   | マイク・ミケンズ                     | CB         | シンシナティ大学         |
| 228      | デトロイト・ライオンズ                 | ライドン・マーサ                     | OT         | ネブラスカ大学           |
| 229      | ダラス・カウボーイズ                   | マニュエル・ジョンソン               | WR         | オクラホマ大学           |
| 230      | フィラデルフィア・イーグルス           | モイセ・フォコウ                     | LB         | メリーランド大学         |
| 231      | ミネソタ・バイキングス                 | ジャマーカ・サンフォード             | S          | ミシシッピ大学           |
| 232      | ニューイングランド・ペイトリオッツ     | ジュリアン・エデルマン               | WR         | ケント州立大学           |
| 233      | タンパベイ・バッカニアーズ             | サミー・ストローター                 | WR         | オレゴン州立大学         |
| 234      | ニューイングランド・ペイトリオッツ     | ダリル・リチャード                   | DT         | ジョージア工科大学       |
| 235      | デトロイト・ライオンズ                 | ザック・フォレット                   | LB         | カリフォルニア大学       |
| 236      | インディアナポリス・コルツ             | ジェイミー・トーマス                 | OT         | メリーランド大学         |
| 237      | カンザスシティ・チーフス               | ジェイク・オコネル                   | TE         | マイアミ大学             |
| 238      | ニューヨーク・ジャイアンツ             | ストーニー・ウッドソン               | CB         | サウスカロライナ大学     |
| 239      | テネシー・タイタンズ                   | ライアン・デュランド                 | G          | シラキュース大学         |
| 240      | アリゾナ・カージナルス                 | ラロッド・スティーブンス＝ハウリング | RB         | ピッツバーグ大学         |
| 241      | ピッツバーグ・スティーラーズ           | デビッド・ジョンソン                 | TE         | アーカンソー州立大学     |
| 242      | テネシー・タイタンズ                   | ニック・ショーマー                   | S          | ノースダコタ州立大学     |
| 243      | ワシントン・レッドスキンズ             | マルコ・ミッチェル                   | WR         | ネバダ大学               |
| 244      | サンフランシスコ・フォーティナイナーズ | リッキー・ジャン＝フランシス         | DT         | ルイジアナ州立大学       |
| 245      | シアトル・シーホークス                 | コートニー・グリーン                 | S          | ラトガース大学           |
| 246      | シカゴ・ベアーズ                       | ランス・ルイス                       | G          | サンディエゴ州立大学     |
| 247      | シアトル・シーホークス                 | ニック・リード                       | DE         | オレゴン大学             |
| 248      | シアトル・シーホークス                 | キャメロン・モラー                   | TE         | カリフォルニア大学       |
| 249      | シンシナティ・ベンガルズ               | クリント・マクドナルド               | DE         | メンフィス大学           |
| 250      | ジャクソンビル・ジャガーズ             | ラシャド・ジェニングス               | RB         | リバティ大学             |
| 251      | シカゴ・ベアーズ                       | デレック・キンダー                   | WR         | ピッツバーグ大学         |
| 252      | シンシナティ・ベンガルズ               | フレディー・ブラウン                 | WR         | ユタ大学                 |
| 253      | ジャクソンビル・ジャガーズ             | ティクワン・アンダーウッド           | WR         | ラトガース大学           |
| 254      | アリゾナ・カージナルス                 | トレバー・カンフィールド             | G          | シンシナティ大学         |
| 255      | デトロイト・ライオンズ                 | ダン・グロンカウスキー               | TE         | メリーランド大学         |
| 256      | カンザスシティ・チーフス               | ライアン・サコップ                   | K          | サウスカロライナ大学     |

## ドラフト外入団の主な選手
| チーム                                 | 選手名                     | ポジション | 大学                 |
| ボルチモア・レイブンズ                 | ダネル・イラーブ           | LB         | ジョージア大学       |
| カロライナ・パンサーズ                 | ギャリー・ウィリアムズ     | OT         | ケンタッキー大学     |
| ダラス・カウボーイズ                   | ケビン・オグレツリー       | WR         | バージニア大学       |
| ヒューストン・テキサンズ               | エアリアン・フォスター     | RB         | テネシー大学         |
| インディアナポリス・コルツ             | ジェイコブ・レイシー       | CB         | オクラホマ州立大学   |
| インディアナポリス・コルツ             | ティム・マシェイ           | P          | ケンタッキー大学     |
| ジャクソンビル・ジャガーズ             | ラッセル・アレン           | LB         | サンディエゴ州立大学 |
| カンザスシティ・チーフス               | ジョバン・ベルチャー       | LB         | メイン大学           |
| カンザスシティ・チーフス               | トム・クラブツリー         | TE         | マイアミ大学         |
| ニューイングランド・ペイトリオッツ     | ブライアン・ホイヤー       | QB         | ミシガン州立大学     |
| ニューオーリンズ・セインツ             | ジョナサン・カシラス       | LB         | ウィスコンシン大学   |
| ニューオーリンズ・セインツ             | ジェレミー・パーネル       | OT         | ミシシッピ大学       |
| ニューヨーク・ジェッツ                 | ジャマール・ウェスターマン | LB         | ラトガース大学       |
| オークランド・レイダース               | デズモンド・ブライアント   | DT         | ハーバード大学       |
| ピッツバーグ・スティーラーズ           | ラモン・フォスター         | OL         | テネシー大学         |
| ピッツバーグ・スティーラーズ           | アイザック・レッドマン     | RB         | ボウイ州立大学       |
| サンフランシスコ・フォーティナイナーズ | アレックス・ブーン         | OL         | オハイオ州立大学     |
| シアトル・シーホークス                 | マイケル・ベネット         | DT         | テキサス農工大学     |
| ワシントン・レッドスキンズ             | チェイス・ダニエル         | QB         | ミズーリ大学         |
| ワシントン・レッドスキンズ             | カイル・デバン             | G          | オレゴン州立大学     |
| ワシントン・レッドスキンズ             | ダレル・ヤング             | RB         | ビラノバ大学         |

## 主な指名権のトレード
ニューヨーク・ジェッツは、1巡全体17位指名権、2巡全体52位指名権、DEケニオン・コールマン、DBエイブラム・イーラム、QBブレット・ラトリフとの交換で1巡全体5位指名権を獲得、マーク・サンチェスを指名した。
タンパベイ・バッカニアーズは1巡全体19位指名権、6巡指名権との交換で、クリーブランド・ブラウンズから1巡全体17位指名権を獲得、ジョシュ・フリーマンを指名した。
シカゴ・ベアーズはデンバー・ブロンコスからジェイ・カトラーとドラフト5巡指名権を獲得、2009年の1巡、3巡指名権、2010年の1巡指名権及びカイル・オートンをトレードした。
フィラデルフィア・イーグルスは1巡全体21位指名権、6巡指名権との交換で、クリーブランド・ブラウンズから1巡全体19位指名権を獲得し、ジェレミー・マクリンを指名した。
ボルチモア・レイブンズは1巡全体26位指名権、5巡指名権との交換で、ニューイングランド・ペイトリオッツから1巡全体23位指名権を獲得し、マイケル・オアーを指名した。
バッファロー・ビルズは、プロボウルTのジェイソン・ピーターズをフィラデルフィア・イーグルスへ放出し、ドラフト1巡全体28位指名権、4巡指名権、2010年のドラフト6巡指名権を獲得した。

## 補足ドラフト
補足ドラフトでは3巡でワシントン・レッドスキンズがケンタッキー大学のDEジェレミー・ジャーモンを指名した。同チームは2010年のドラフトで3巡指名権を失うこととなった。